# Biagio Rossetti
Biagio Rossetti (Ferrara, 1447 circa – Ferrara, 1516) è stato un architetto italiano.

## Biografia
La figura di Biagio Rossetti è oggetto di approfondimenti sulla sua formazione e sui contesti culturali che ne hanno influenzato l'ispirazione.

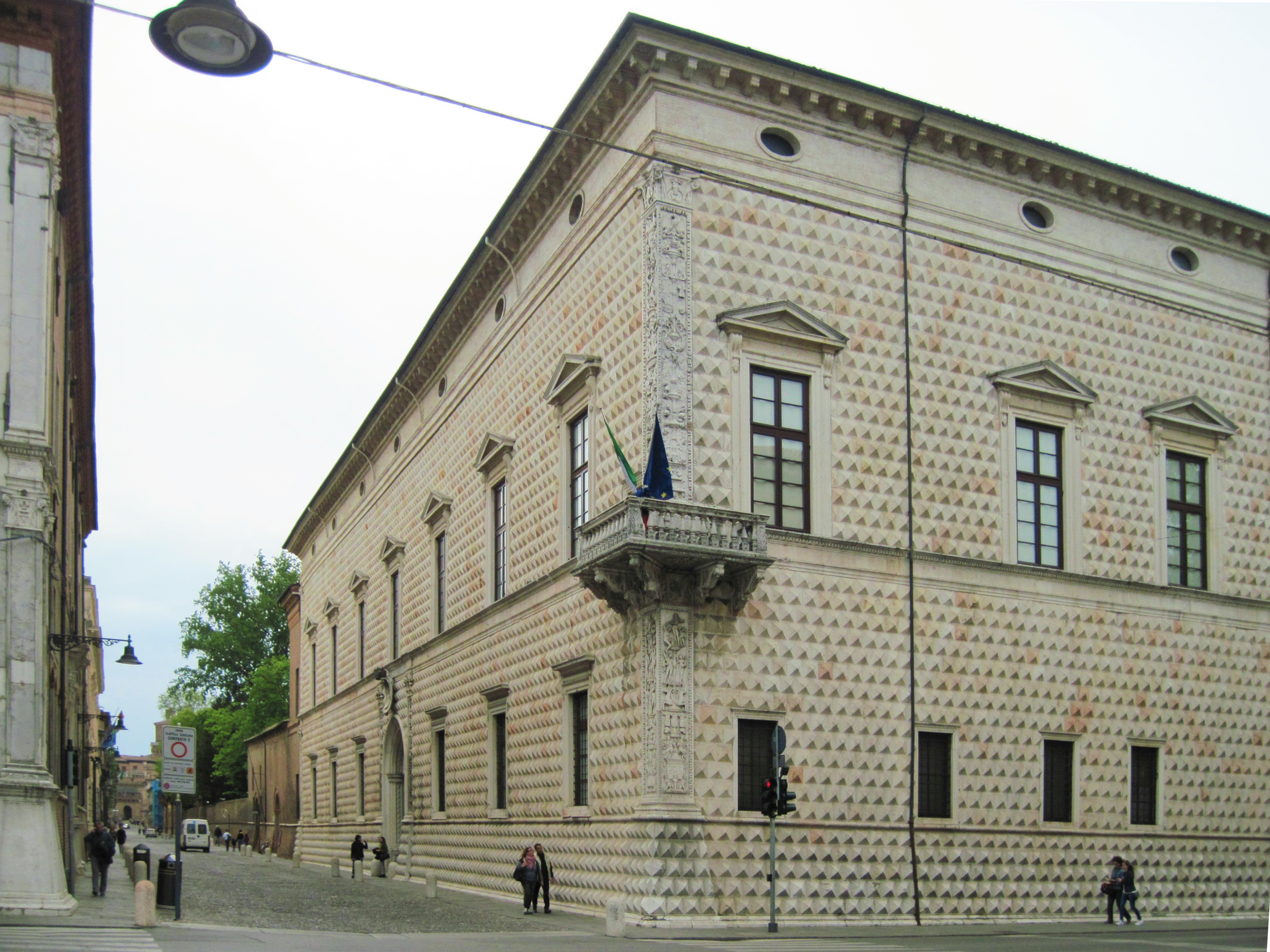
Palazzo dei Diamanti

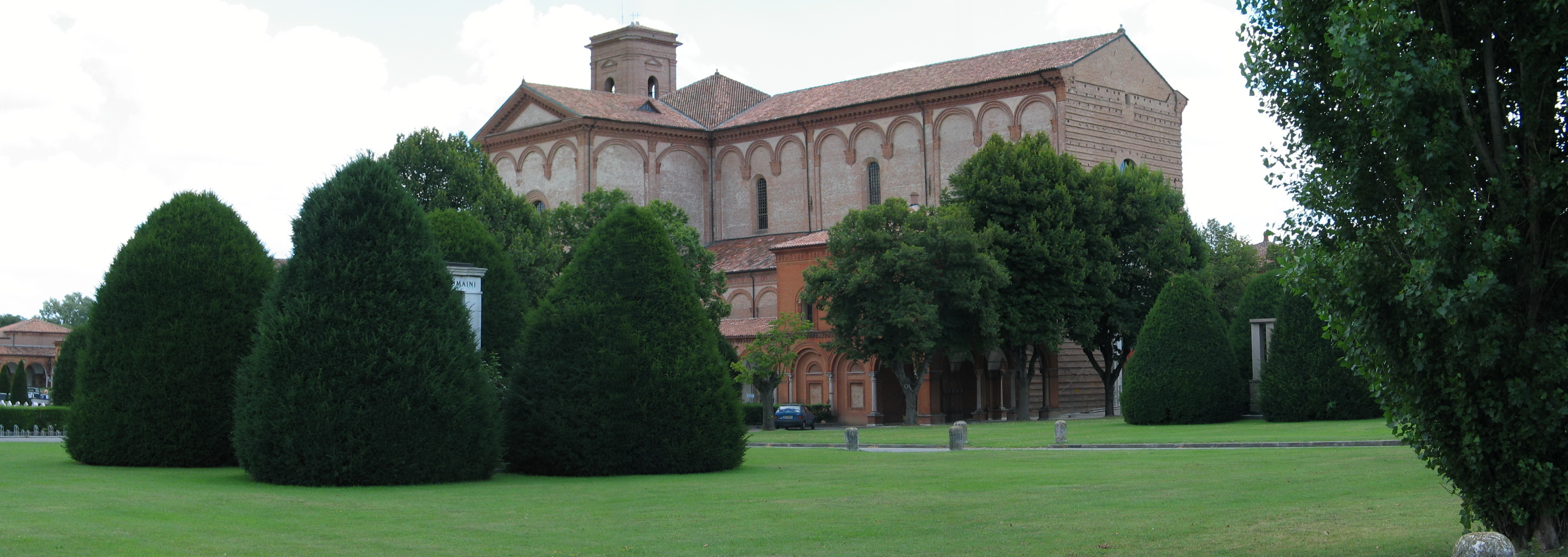
Chiesa di San Cristoforo nel cimitero monumentale della Certosa

Non sono noti progetti o disegni a lui attribuiti ma le testimonianze archivistiche spesso frammentarie a causa dello smembramento dell'archivio ducale, ci informano della sua presenza in numerosi cantieri, prevalentemente a Ferrara, capitale del Ducato Estense.
Poco più che ventenne fu membro della corporazione dei muradori, nei decenni successivi fu uomo di corte e rappresentò nel contesto estense la figura dell'architetto-capomastro rinascimentale introdotta a Firenze dal Brunelleschi. Fu attivo contemporaneamente in più cantieri con una cerchia di artigiani e collaboratori, tra i quali Alessandro Biondo e Bartolomeo Tristano.
Biagio Rossetti conosce le novità formali dell’architettura tosco-emiliana mediate dalla cultura veneziana e le rielabora secondo una cifra personale profondamente radicata nella tradizione architettonica locale: l’architettura rossettiana ferrarese mantiene saldamente le caratteristiche dell’architettura padana ma viene reinterpretata secondo il linguaggio dei nuovi modelli rinascimentali e collocata in una relazione dimensionale del tutto innovativa con il contesto urbano. Le trasformazioni a scala urbanistica coordinate dal Rossetti si caratterizzano per una straordinaria modernità che è sempre in grado di dialogare con la morfologia urbana preesistente.
La fortuna critica di Biagio Rossetti ha avuto una risonanza su scala internazionale, sebbene la sua produzione sia circoscritta al solo contesto ferrarese, con sporadiche eccezioni. Sulla base delle anticipazioni di Venturi di fine Ottocento, il contributo critico di Bruno Zevi con il giudizio di valore espresso sull’opera di Biagio Rossetti e sull’ampliamento della città costituito dall’Addizione Erculea ha avviato una serie di riflessioni che hanno portato la città di Ferrara ad essere uno degli episodi più significativi della storia della città del Rinascimento; ne hanno poi scritto Aby Warburg, Werner Gundersheimer, Thomas Tuohy, Charles Rosenberg. Importanti, anche se caratterizzati da un taglio localistico, i contributi monografici di Padovani e Marcianò.
Il riconoscimento di Ferrara come “Città del Rinascimento Patrimonio dell’Umanità” UNESCO avvenuto nel 1995 è testimonianza di quanto la produzione rossettiana abbia contribuito nel costruire a Ferrara una cultura architettonica e urbanistica di rilievo internazionale.

## Opere

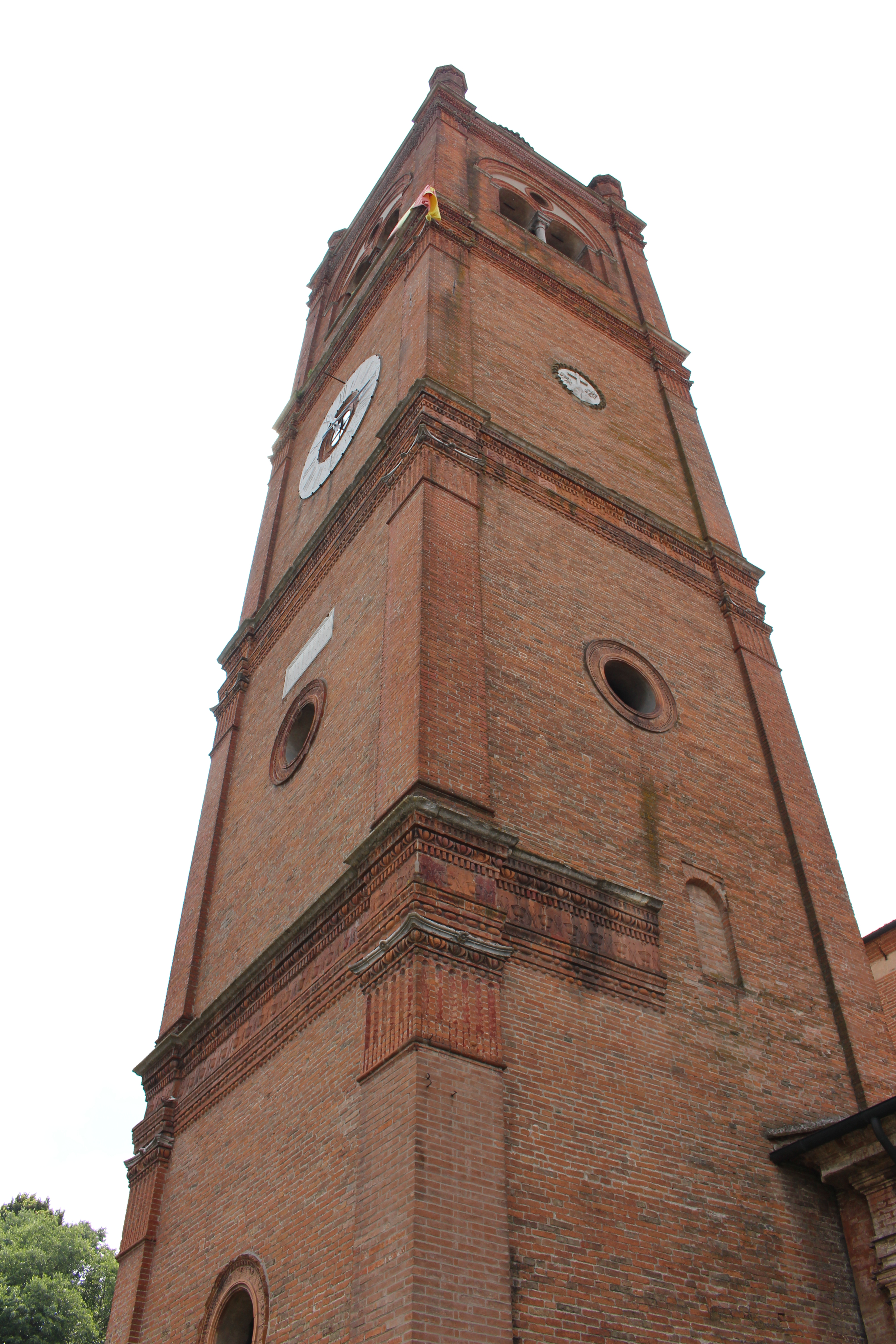
Campanile di San Giorgio, Ferrara, 1473-1475

La figura del Rossetti è documentata nei cantieri ducali a partire dagli anni Sessanta del XV secolo come aiuto di Pietro Benvenuti dagli Ordini (Ferrara, doc. 1448 – 1483) che verrà nominato “inzegnero” ducale da Borso d’Este (marchese, poi duca di Ferrara, Modena e Reggio dal 1450 al 1471) nel 1469. Nel 1483, alla morte del maestro, viene nominato inzegnero ducale da Ercole I (duca di Ferrara, Modena e Reggio dal 1471 al 1505), carica che rivestirà anche durante il ducato di Alfonso I (duca di Ferrara, Modena e Reggio dal 1505 al 1534) e fino all’anno della sua morte. Nel corso degli anni Settanta e Ottanta l’attività di Rossetti è documentata in diversi cantieri di Ferrara: quello del Campanile di San Giorgio, dell’abside di San Nicolò, delle mura medievali della città. È documentato per lavori di architettura a Rovigo, Argenta e a Venezia, dove si recherà diverse volte nel corso degli anni Ottanta. Gli anni Novanta sono segnati da un’incessante attività edilizia, che vede l’architetto coinvolto in numerosi cantieri in città. Dall’agosto del 1492 è impegnato nel progetto di ampliamento della città verso nord, conosciuto come Addizione Erculea. La decisione di Ercole I di intraprendere questa straordinaria operazione urbanistica scaturisce da motivazioni politico-economiche ma soprattutto da motivazioni militari, al fine di costruire una linea difensiva più lontana dal centro abitato. Tali motivazioni orientano le scelte pianificatorie in senso innovativo: alla tradizionale logica di espansione urbana basata su una dilatazione pluridirezionale per annessione di borghi già edificati, viene preferita un’addizione ex-novo basata sull’inclusione di un’area totalmente inedificata al di là del limite settentrionale. Le trasformazioni a scala urbanistica coordinate dal Rossetti si caratterizzano per una straordinaria modernità che è sempre in grado di dialogare con la morfologia urbana preesistente: la Terranova viene pensata secondo una nuova maglia viaria generata da due direttrici principali,  la via degli Angeli e la via dei Prioni. Il tessuto viario di connessione tra l’Addizione Erculea e la città medievale non si impone con rigidità geometriche che mal si raccorderebbero ai tracciati preesistenti di quest’ultima ma si modula per adattarsi ad essi. Lungo le nuove percorrenze dell’Addizione vengono edificati negli anni a cavallo tra XV e XVI secolo alcune tra le architetture più rappresentative della cultura architettonica ferrarese: lo spazio di Piazza Ariostea, i palazzi dei Diamanti, Prosperi Sacrati, Turchi di Bagno, Strozzi-Bevilacqua, Rondinelli e tutte le residenze nobili lungo la via degli Angeli. Oltre ai lavori per la nuova cinta muraria della città, il Rossetti lavora ai più importanti cantieri di architettura religiosa ferrarese: le chiese di Santa Maria in Vado (su disegno del pittore Ercole de' Roberti), San Francesco, San Benedetto, San Vito, San Gabriele, San Silvestro, San Niccolò, la Certosa di San Cristoforo e l’abside della Cattedrale. Nei primi anni del Cinquecento la sua presenza è documentata in alcuni cantieri di edilizia residenziale come palazzo Costabili (noto anche come palazzo di Ludovico il Moro) della cui costruzione venne incaricato Rossetti insieme al tagliapietra Gabriele Frisoni, palazzo di Giulio d’Este e palazzo Roverella. Diversi gli incarichi affidati all’architetto fuori dalla città: Carpi, Milano e Firenze.
Con la morte di Ercole I nel 1505, a cui succede il figlio Alfonso I (duca di Ferrara, Modena e Reggio dal 1505 al 1534), parallelamente all’attività a servizio del duca, Rossetti inizia a lavorare anche per Ippolito d'Este (cardinale dal 1493 al 1520), fratello di Alfonso I e continua a lavorare sul progetto di ampliamento delle mura.

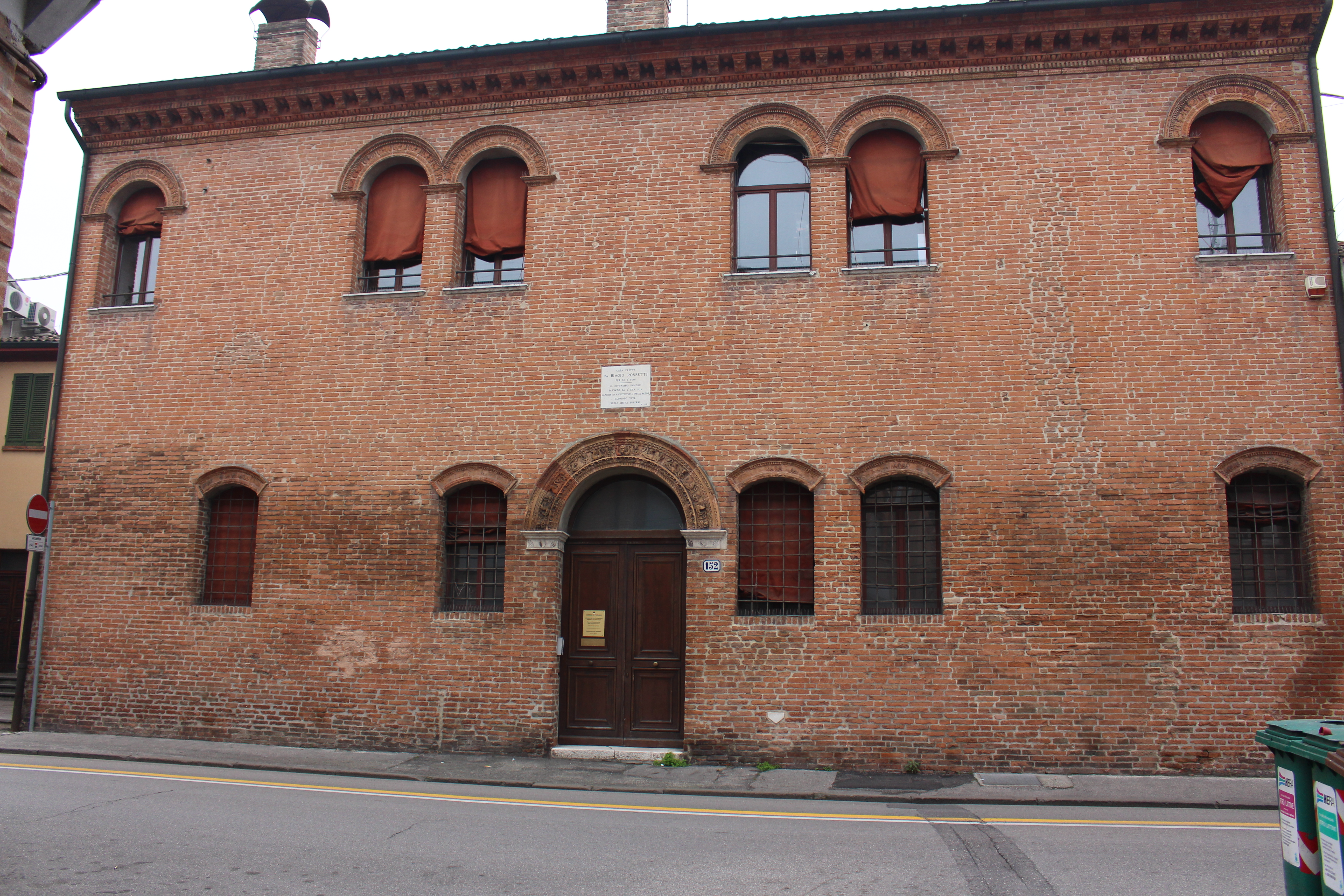
Casa di Biagio Rossetti, Ferrara, 1490-1498 e 1503-04

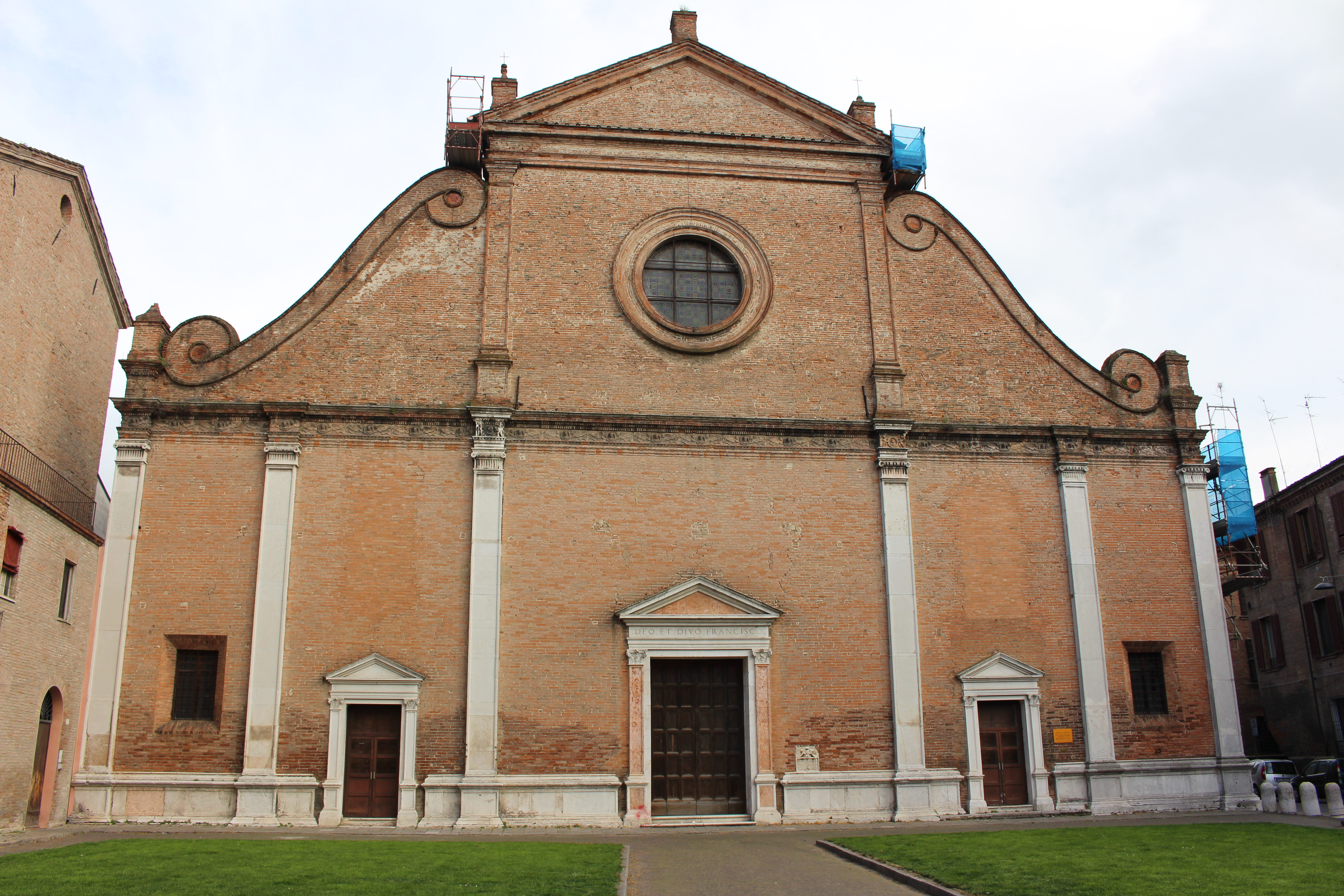
San Francesco, Ferrara, 1494-1495

Biagio Rossetti muore a Ferrara il 16 settembre del 1516. L’epitaffio a lui dedicato affisso nella chiesa di Sant'Andrea a Ferrara, recita: D.O.M. /Biaxius Rossettus / languentis architecturae filii/ hoc monumentum/ in domino quiescens /posteros expectat/ 1516.

## Catalogo

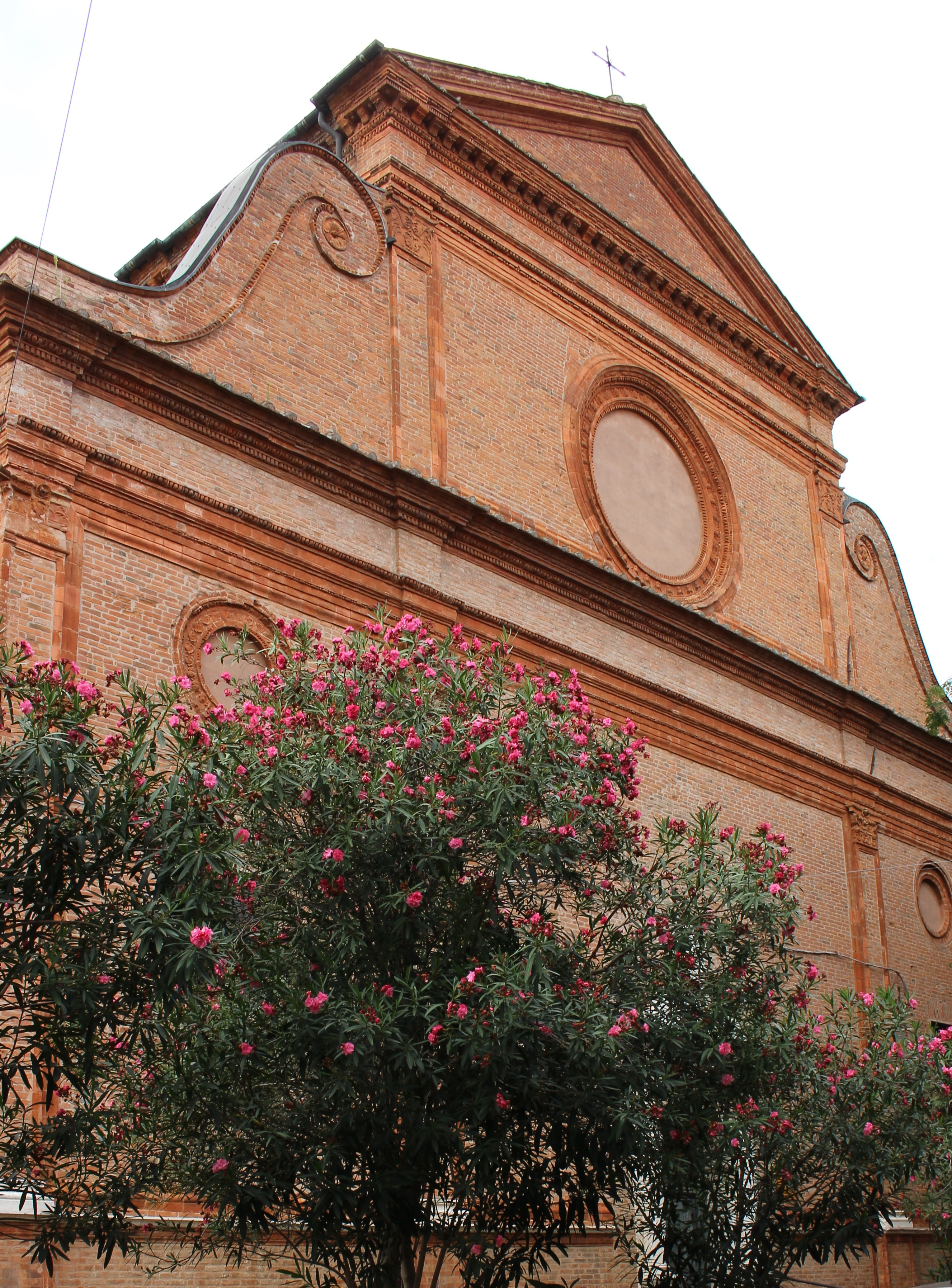
Santa Maria in Vado, Ferrara, 1494-1495

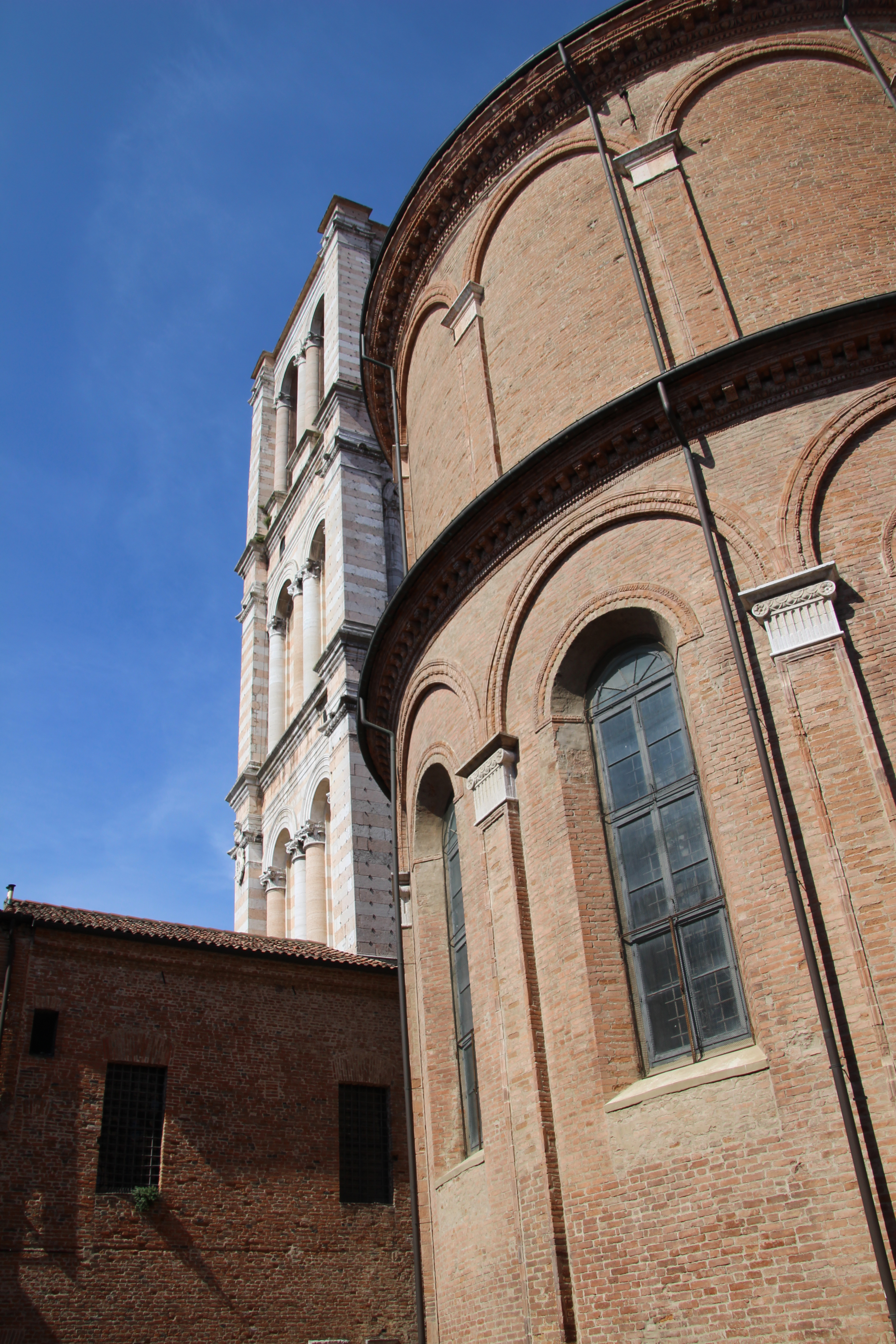
Abside del Duomo, Ferrara, 1498-1499

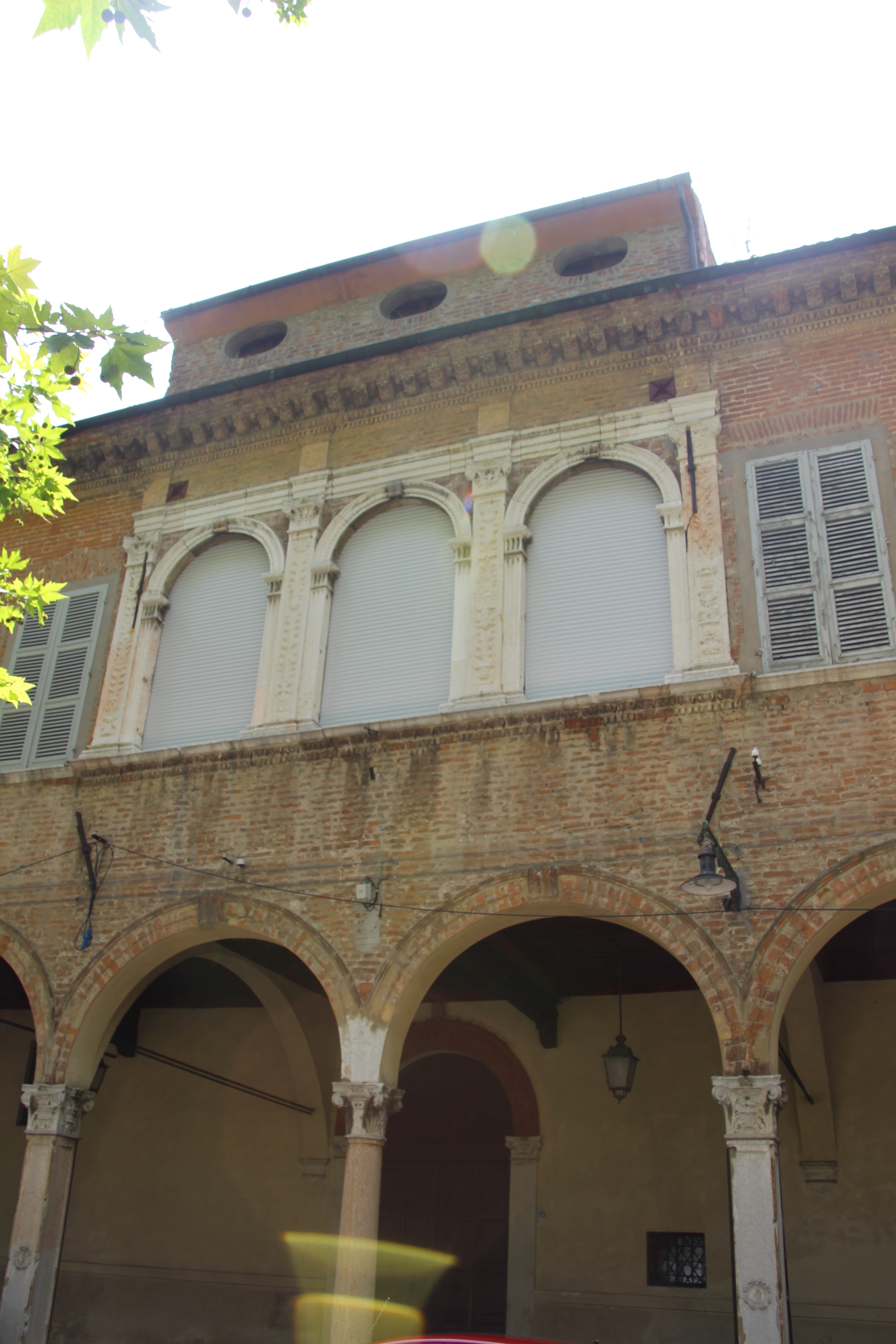
Palazzo Ronchegalli-Rondinelli, Ferrara, 1500

- Palazzo Schifanoia (Zevi 1960, pp. 31-37, 57-62, 75-85), 1466 e 1493
- Campanile di Santa Maria degli Angeli (Zevi 1960, pp. 67-68), 1470-1483
- Campanile di San Giorgio (Zevi 1960, pp. 38-41, 62-64, 86-95), 1473-1475
- Palazzo per Teofilo Calcagnini (Zevi 1960, pp. 64-65), 1474
- Chiostrino di San Bartolomeo, Rovigo (Zevi 1960, pp. 53-55, 65-66), 1474
- Palazzo Pareschi, già San Francesco (Zevi 1960, pp. 51-52, 69-71), 1475
- Palazzo Roverella, Rovigo (Zevi 1960, pp. 53-55, 65-66), 1475-1476
- Fontana in piazza delle Erbe (Zevi 1960, pp. 66-67), 1481
- Palazzo Estense, Venezia (Zevi 1960, p. 69), 1485
- Palazzo di Ghiara (Zevi 1960, pp. 52-53, p. 71), 1487-1491
- Casa Rossetti (Zevi 1960, pp. 42-47, 64), 1490-1498 e 1503-04
- Archi trionfali effimeri per le nozze di Alfonso d'Este (Zevi 1960, pp. 71-72), 1491
- Casa Guarnieri presso la Chiesa di San Niccolò del cortile (Zevi 1960, p. 72), 1491
- Loggia di Piazza (Zevi 1960, pp. 53, 72-74), 1491-1492
- Palazzo dei Diamanti (Zevi 1960, pp. 165-174, 194-97), 1492 e 1503-1504
- Palazzo Prosperi-Sacrati (Zevi 1960, pp. 197-199), 1493
- Lavori alla Delizia di Belriguardo (Zevi 1960, p. 69), 1493
- Palazzo Bevilacqua-Pallavicino (Zevi 1960, pp. 199-200), 1493
- Palazzo Turchi di Bagno (Zevi 1960, p. 199), 1493-1494
- Mura urbane (Zevi 1960, pp. 150-157, 189-192), 1493-94 e 1510
- San Michele in Bosco, Bologna (Zevi 1960, pp. 328-333, 349), 1493-1500
- Palazzo Trotti Mosti (Zevi 1960, p. 200), 1494
- Ampliamento della Delizia di Belfiore (Zevi 1960, p. 68), 1494
- San Francesco (Zevi 1960, pp. 303-305, 335-337), 1494-1495
- Santa Maria in Vado (Zevi 1960, pp. 306-308, 337-340), 1494-1495
- San Gabriele (Zevi 1960, pp. 328-333, 348), 1494-1497 e 1510
- Palazzo Strozzi-Bevilacqua (Zevi 1960, pp. 192-193), 1494-1499 e 1500
- San Benedetto (Zevi 1960, pp. 309-312, 340-342), 1496
- San Giovanni Battista (Zevi 1960, pp. 328-333, 348), dal 1496
- San Silvestro (Zevi 1960, pp. 328-333, 348-349), 1497
- Abside della Cattedrale (Zevi 1960, pp. 317-319, 343-344), 1498-1499
- Abside di San Nicolò (Zevi 1960, pp. 50-51, 65), 1498-1500
- San Cristoforo alla Certosa (Zevi 1960, pp. 313-316, 342-343), dal 1498
- Palazzo di Giulio d'Este (Zevi 1960, pp. 200-201), fine XV secolo
- Chiostro di San Paolo (Zevi 1960, pp. 328-333, 349-350), fine XV secolo
- Loggetta del Castello (Zevi 1960, pp. 328-333, 350), inizio XVI secolo
- Palazzo Ronchegalli-Rondinelli (Zevi 1960, pp. 193-194), 1500
- Palazzo Costabili detto di Ludovico il Moro (Zevi 1960, pp. 320-324, 344-346), 1500 (1495-1498) – 1504 (abbandono dei lavori)
- Palazzo dei Principi, Correggio (Zevi 1960, pp. 328-333, 351), 1500-1507
- Santa Maria della Consolazione (Zevi 1960, pp. 328-333, 353-354), 1501-1516
- Sopraelevamento della via Coperta (Zevi 1960, pp. 328-333, 350), 1505-1506
- Arsenale (Zevi 1960, pp. 328-333), 1506-1507
- Palazzo Roverella (Zevi 1960, pp. 325-327, 346-347), 1506-1508
- Palazzo Montecatino (Zevi 1960, pp. 328-333, 351-352), 1514 c.

## Bibliografia

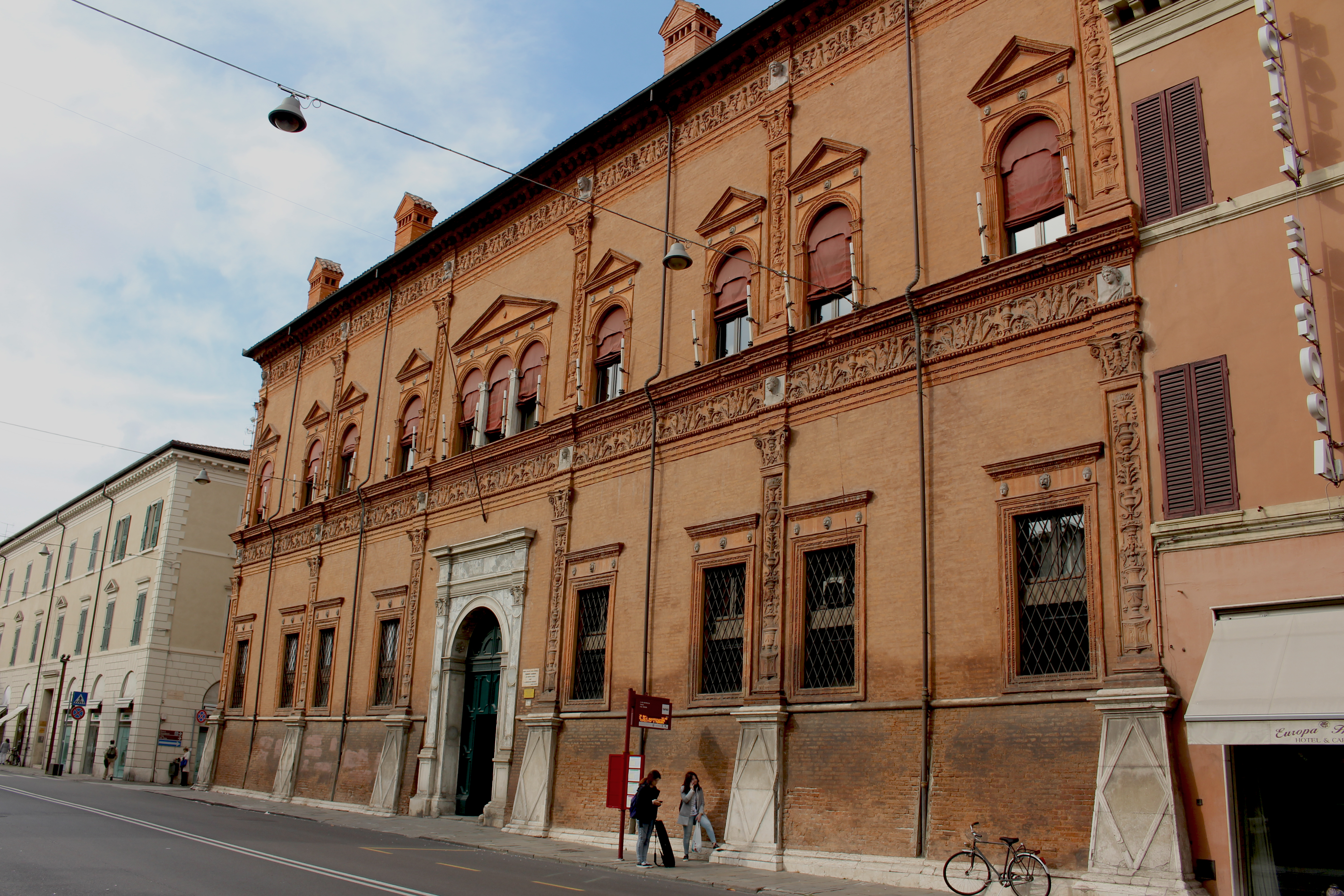
Palazzo Roverella, Ferrara, 1506-1508

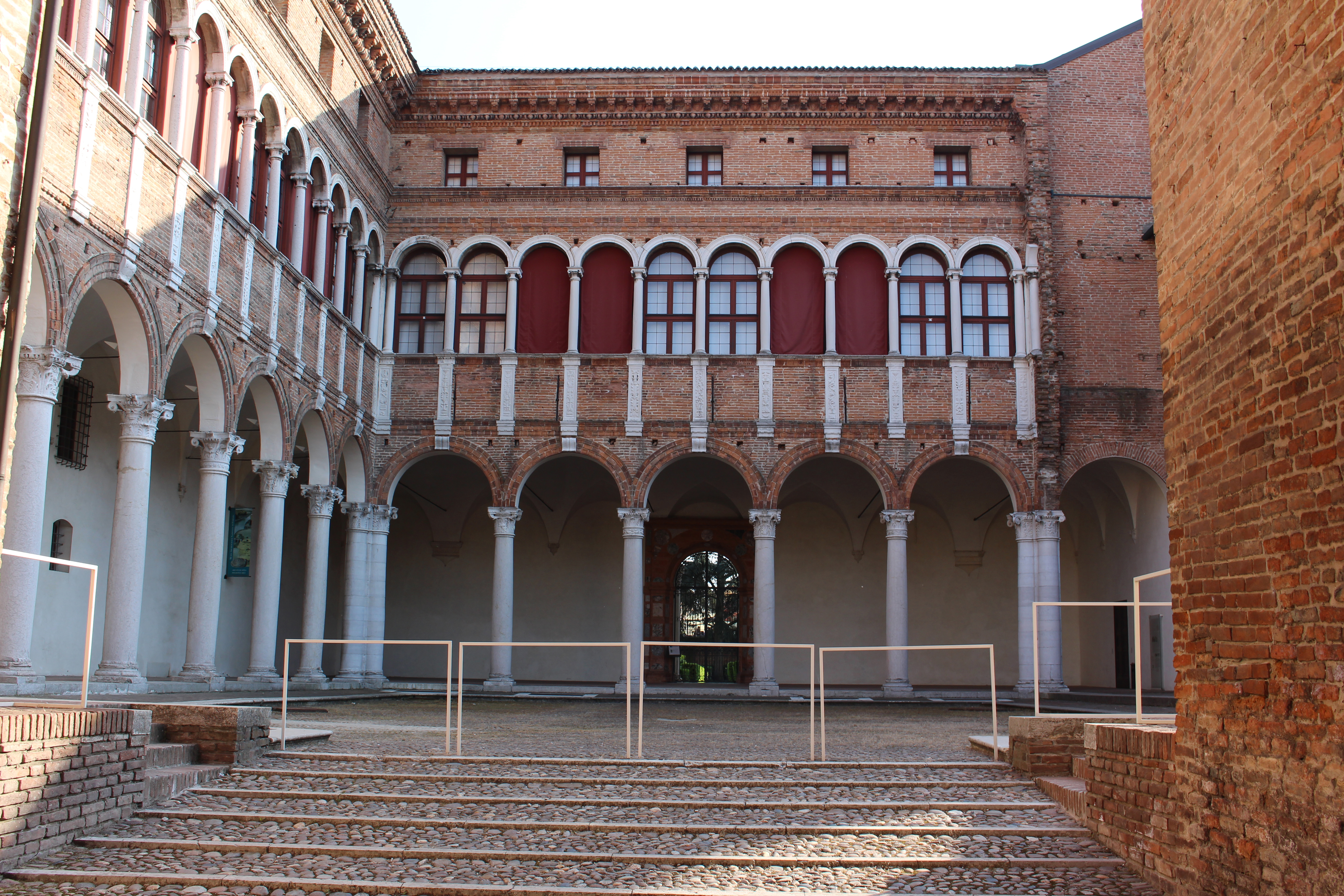
Cortile Palazzo Costabili detto anche di Ludovico il Moro, Ferrara, 1500 (1495-98) - 1504